# Pos Malaysia
Pos Malaysia Berhad – operator pocztowy oferujący usługi pocztowe w Malezji, z siedzibą w Kuala Lumpur.